# Shahran
Shahran est un quartier du nord-ouest de Téhéran, la capitale de l'Iran. C'est une combinaison d'anciennes maisons et de nouveaux appartements et a rapidement grandit. Les autoroutes qui joignent les régions de l'ouest de Téhéran à ceux de l'est divisent le quartier en deux.